# Olba, Aragonien
Olba är en ort och kommun i provinsen Teruel i den autonoma regionen Aragonien i nordöstra Spanien. Orten ligger cirka 47 kilometer sydost om Teruel. Kommunen har 294 invånare (2024), på en yta av 20,99 km². Modedesignern Manuel Pertegaz Ibáñez föddes i Olba.